# Autoportretul unei fete cuminți
Autoportretul unei fete cuminți este un film românesc din 2015 regizat de Ana Lungu. Rolurile principale au fost interpretate de actorii Elena Popa și Emilian Oprea.

## Distribuție
- Iris Spiridon — Michelle
- Andrei Enache — Alex
- Emilian Oprea — Dan
- Istvan Țeglaș — Istvan
- Elena Popa — Cristiana
- Eugen Gyemant
- Alexandru Lustig
- Radu Iacoban — Radu
- Anca Puiu
- Dan Lungu — Tatăl
- Magdalena Lungu — Mama